# كونستانتين فاسيلييف

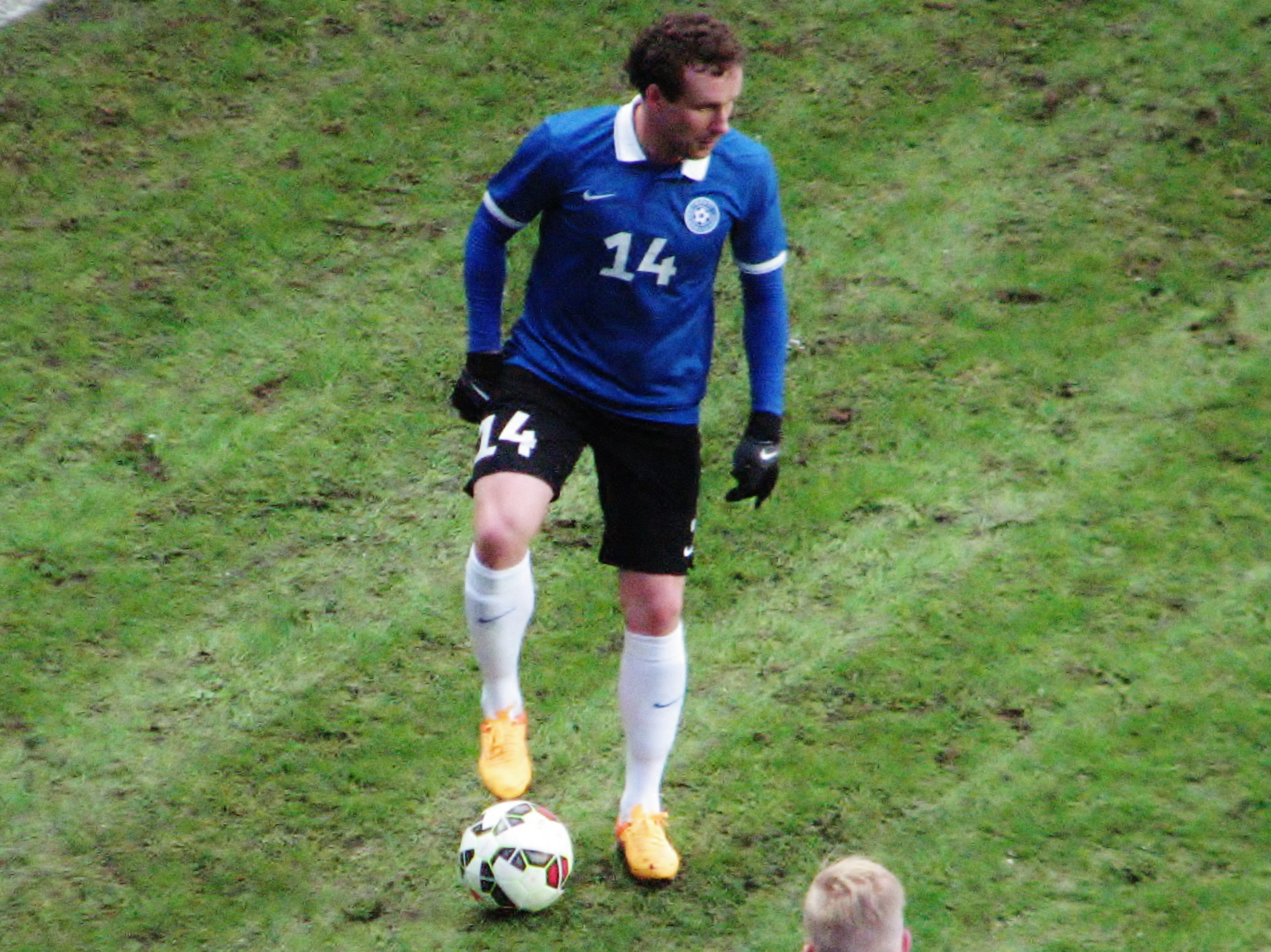

كونستانتين فاسيلييف (بالإستونية: Konstantin Vassiljev) (مواليد 16 أغسطس 1984 في تالين) لاعب كرة قدم إستوني دولي يجيد اللعب في خط الوسط . يلعب حاليا لصالح نادي نافتا ليندافا السلوفيني منذ 2007 .

## روابط خارجية
- كونستانتين فاسيلييف على موقع الاتحاد الدولي (مؤرشف)  (الإنجليزية)
- كونستانتين فاسيلييف على موقع الاتحاد الأوربي (الإنجليزية)
- كونستانتين فاسيلييف على موقع اتحاد إستونيا (الإنجليزية)
- كونستانتين فاسيلييف على موقع قاعدة بيانات كرة القدم.إي يو (الإنجليزية)
- كونستانتين فاسيلييف على موقع ناشيونال فوتبول تيمز (الإنجليزية)
- كونستانتين فاسيلييف على موقع Soccerbase.com (لاعب) (الإنجليزية)
- كونستانتين فاسيلييف على موقع Soccerway.com (الإنجليزية)
- كونستانتين فاسيلييف على موقع عالم كرة القدم.نت (الإنجليزية)